# 邁羅島
邁羅島（英語：Mayreau）是聖文森特和格林納丁斯的島嶼，位於尤寧島約3.4公里，屬於格林納丁斯群島的一部分，長2.8公里、寬1.6公里，面積4平方公里，最高點海拔高度61米，人口約270。